# Averijcommissaris
De averijcommissaris is een vertegenwoordiger van de verzekeraar. In geval van schade aan verzekerde goederen moet de verzekerde zich tot deze persoon wenden.
In geval de schade kleinschalig is kan hij zelf een schadedossier opstellen na het houden van een onderzoek. Hij kan het schadedossier zelf afhandelen. Bij grote schade zal de averijcommissaris deskundigen aanstellen die samen met de deskundigen van de reder een onderzoek voeren. Na dit onderzoek zal hij pas een averijrapport opstellen.